# Sensu
Sensu es un término en latín para significar "en el sentido de". Se usa en disciplinas como la biología, geología o derecho en las frases stricto sensu (o sensu stricto, s. s. o s. str., "en el sentido más estricto") y lato sensu (o sensu lato, s. l., o sensu amplo, s. a. o s. ampl., "en el sentido más amplio"). En ocasiones, al haber más de dos posibilidades, se usan los superlativos sensu strictissimo ("en el más estrictísimo sentido") y sensu latissimo ("en el más amplísimo sentido"). También se usa frecuentemente en conjunto con el nombre de un autor, indicado que el significado en cuestión es el definido por dicho autor.

## Taxonomía
Se usa en taxonomía para especificar a qué circunscripción de un taxón se refiere, en casos en los que más de una ha sido definida.
Ejemplo:
"Banksia subg. Banksia sensu A. S. George" indica que es la circunscripción de Alex George de B. subg. Banksia a la que se está refiriendo.